# На последнем дыхании (фильм, 1960)
Про американский ремейк см. На последнем дыхании (фильм, 1983)
«На последнем дыхании» (фр. À bout de souffle) — дебютный полнометражный фильм Жан-Люка Годара. Наряду с картинами «Четыреста ударов» и «Хиросима, любовь моя» — одно из первых и наиболее ключевых произведений «французской новой волны». Фильм Годара  произвел настоящий фурор и вызвал большое внимание своим смелым визуальным стилем, включающим в себя ручную съёмку и рваный монтаж. Входит в различные списки лучших фильмов в истории кино.
Главный герой фильма Мишель Пуаккар имеет прототипа — настоящий Пуаккар в ноябре 1952 года угнал машину, чтобы навестить свою больную мать в Гавре, и в конечном итоге убил полицейского-мотоциклиста.

## Сюжет
Мишель — молодой преступник, имитирующий циничные повадки экранных героев Хамфри Богарта. Уходя от преследования на угнанной машине, Мишель убивает выстрелом следующего за ним полицейского. Без гроша в кармане, преследуемый полицией, он возвращается к своей американской подружке Патриции, студентке-журналистке. Хотя Патриция всё время сомневается в разумности своих действий, она не может побороть своего влечения к молодому человеку. Они начинают проводить время вместе, занимаясь сексом, скрываясь от полицейских и воруя машины, чтобы заработать денег на бегство в Италию. Чем ближе полиция, тем большая выдержка требуется от Мишеля и тем яснее, что добром его с Патрицией выходки не кончатся…

## В ролях
- Жан-Поль Бельмондо — Мишель Пуаккар
- Джин Сиберг — Патрисия Франкини
- Даниэль Буланже — Виталь, инспектор полиции
- Жан-Пьер Мельвиль — Парвулеску
- Анри-Жан Уэ — Антонио Беррутти
- Ван Дуд
- Клод Мансар
- Жан-Люк Годар
- Ришар Бальдуччи — Толмачёв
- Роже Анен — Карл Зомбах
- Жан-Луи Ришар — журналист
- Жан Душе
- Раймонд Хантли
- Андре С. Лабарте
- Лилиана Давид
- Лилиан Робин

- Художественный и технический консультант — Клод Шаброль

## Съёмки и художественные особенности
Съёмочный период — с 17 августа по 15 сентября 1959 года.
Фильм был снят на крохотный бюджет, и экономить съёмочной группе приходилось на всём. Для динамичного движения камеры использовалось самое бесхитростное приспособление — инвалидная коляска. Сценарий Годар и Трюффо сочиняли перед началом съёмочного дня, а диалог актёрам приходилось импровизировать по ходу съёмок. В фильме совершенно отсутствуют титры. Вкупе с использованием ручной камеры Caméflex и естественного освещения данные приёмы создают впечатление непосредственности, почти документальности изображаемых событий.
Однако режиссёр сознательно разрушает эту иллюзию реальности: актёры и эпизодические персонажи то и дело смотрят прямо в камеру, а Мишель в начальной сцене побега, кажется, общается напрямую со зрителем. Резкость монтажа также напоминает о том, что перед нами всего лишь кино. Считается, что когда Мельвиль посетовал на затянутость фильма и посоветовал Годару исключить ряд сцен (в том числе единственную, где снялся сам Мельвиль), тот обрезал данные сцены, вырезав их начала и концовки, что придало смене сцен наделавший много шума эффект неожиданной резкости.
По поводу особенностей монтажа данного фильма Андрей Тарковский в своих «Лекциях по кинорежиссуре» высказался следующим образом: «Там движение актёра на коротких планах смонтировано в десятках географических мест, но как бы в одном движении. С точки зрения классического соединения кусков, это совершенно невозможно. Разговор в автомобиле склеен таким образом, что люди, сидящие в нём, разговаривают логично и из него не вырвано ни кусочка, а при этом фон улиц, по которым они едут, прыгает, как говорится, со страшной силой, как будто вырваны оттуда целые минуты, часы, куски времени. Всё идёт в нарушение классических законов монтажа». (Журнал «Искусство кино» №№ 7-10 за 1990 год). Георгий Данелия, на которого монтаж фильма произвёл большое впечатление, вспоминал: «Из-за него, а точнее, из-за кадра, в котором Бельмондо целится в солнце, я поссорился с Тарковским, которому фильм очень нравился, а мне не очень. Мы с ним по-разному относились к тому, что надо показывать».

## Пастиш
Подобно большинству фильмов Годара, художественная ткань «На последнем дыхании» насыщена отсылками к другим произведениям искусства и фильмам, в том числе тем, в создании которых принимали участие авторы картины. Впечатление «культурного винегрета» (пастиш) создаётся за счёт обилия аллюзий к культурным реалиям: звучит музыка Моцарта, обсуждается книга Фолкнера («Дикие пальмы»), упоминается Дилан Томас, мелькают картины Пикассо и Ренуара…  
Мельвиль согласился сыграть Парвулеску, «чтобы доставить удовольствие Годару»; Годар в ответ процитировал фильм «Боб — прожигатель жизни» (в сцене получения чека Мишель Пуаккар упоминает имя Боба Монтанье — его собеседник сообщает, что Боб сейчас в тюрьме) и поставил финал «Жить своей жизнью» (фр. Vivre sa vie, 1962) на улице перед студией Мельвиля.
Сюжетная линия составлена из штампов голливудских фильмов в жанре нуар, которые обожает главный герой. Когда (дважды по ходу фильма) Мишель и Патриция оказываются в кинотеатрах, на их экранах развёртываются именно эти мрачные истории преследования и бегства. Последняя сцена фильма считается одной из самых известных в истории кино; её часто пародировали и упоминали в других кинокартинах. Своим последним движением Мишель проводит пальцем по губам — как это делал в любимых им фильмах его кумир Богарт. К американскому кино отсылает и эпизод, когда Патрисия смотрит на Мишеля сквозь свёрнутый в трубочку постер с последующим кадром поцелуя Мишеля и Патрисии. Он повторяет сцену из фильма «Сорок ружей», где вместо плаката используется ствол ружья. Годар считал эту сцену элементом «чистого кино».
«На последнем дыхании» изобилует и самоцитатами. По ходу действия Мишелю пытаются всучить выпуск альманаха Cahiers du cinéma, в котором в то время размещал свои статьи Годар. В одной из сцен сам режиссёр в чёрных очках и с газетой в руках оказывается в кадре. Мишель носит с собой подложный паспорт на имя Ласло Ковач — так звали героя Бельмондо в его предыдущем фильме, снятом Шабролем. А в следующем фильме Годара, «Женщина есть женщина» (1961), персонаж Бельмондо спешит домой, чтобы успеть на телепоказ фильма «На последнем дыхании». Характер Патрисии и то, как её играет Сиберг, отсылает к её роли в предыдущем фильме «Здравствуй, грусть».

## Награды и номинации
| Премия                                  | Категория                                       | Лауреаты и номинанты                 | Результаты |
| --------------------------------------- | ----------------------------------------------- | ------------------------------------ | ---------- |
| «Берлинский кинофестиваль»—1960         | Премия «Серебряный медведь» за лучшую режиссуру | Жан-Люк Годар                        | Победа     |
| «Берлинский кинофестиваль»—1960         | Золотой медведь                                 | Жан-Люк Годар                        | Номинация  |
| French Syndicate of Cinema Critics—1961 | Critics Award за лучший фильм                   | Жан-Люк Годар                        | Победа     |
| Prix Jean Vigo—1960                     | Prix Jean Vigo                                  | Жан-Люк Годар                        | Победа     |
| BAFTA—1962                              | Премия BAFTA за лучшую женскую роль             | Джин Сиберг (роль Патрисии Франкини) | Номинация  |

Влиятельный американский кинокритик Роджер Эберт назвал «На последнем дыхании» лучшим дебютом в истории кино со времён «Гражданина Кейна».